# Медіаш
Медіаш (рум. Mediaș, нім. Mediasch, угор. Medgyes) — місто у повіті Сібіу в Румунії, що має статус муніципію. Адміністративно місту також підпорядковане село Ігішу-Ноу (населення 1440 осіб, 2002 рік).
Місто розташоване на відстані 235 км на північний захід від Бухареста, 44 км на північ від Сібіу, 89 км на південний схід від Клуж-Напоки, 112 км на північний захід від Брашова.

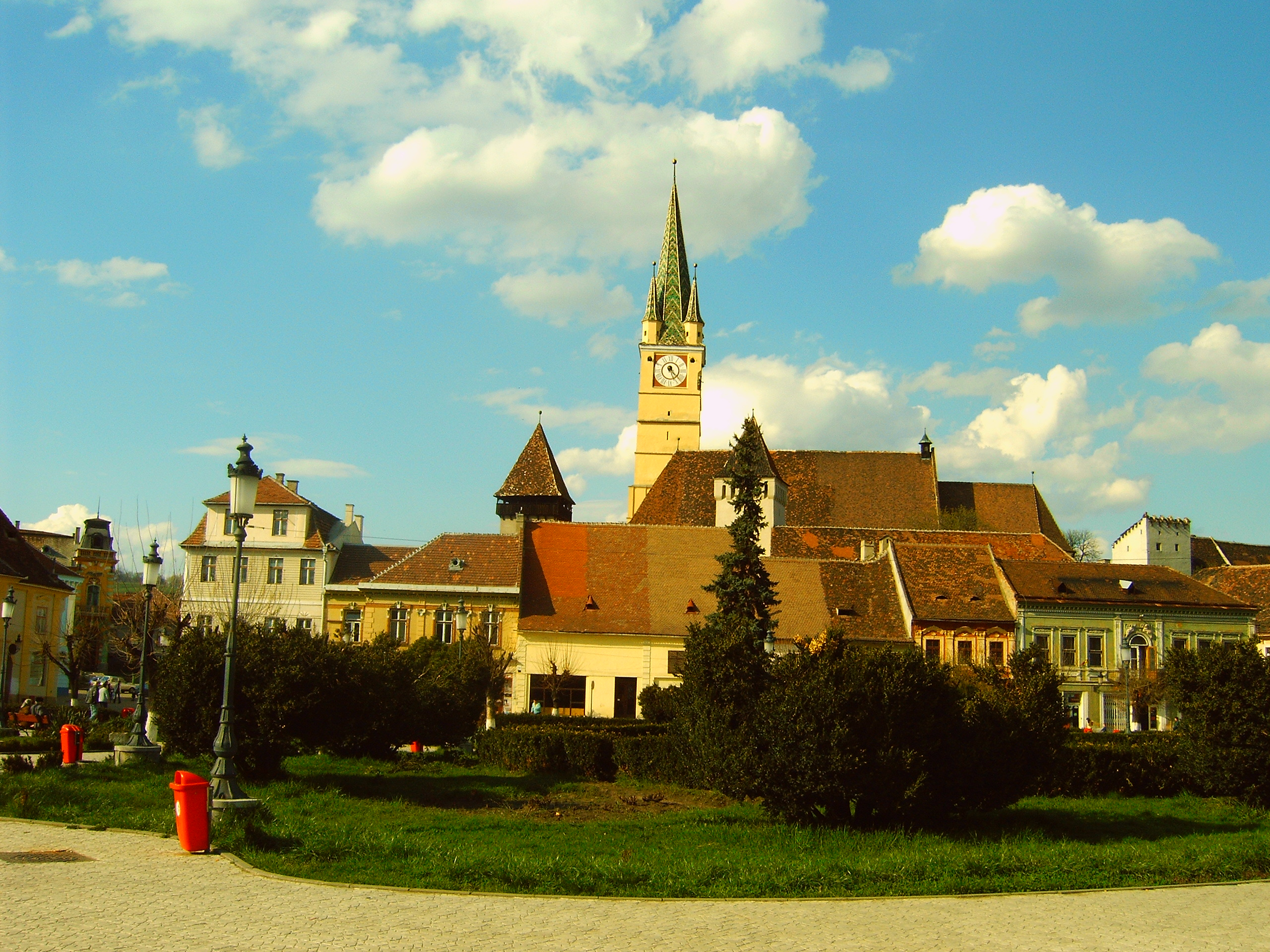
Історичний центр міста

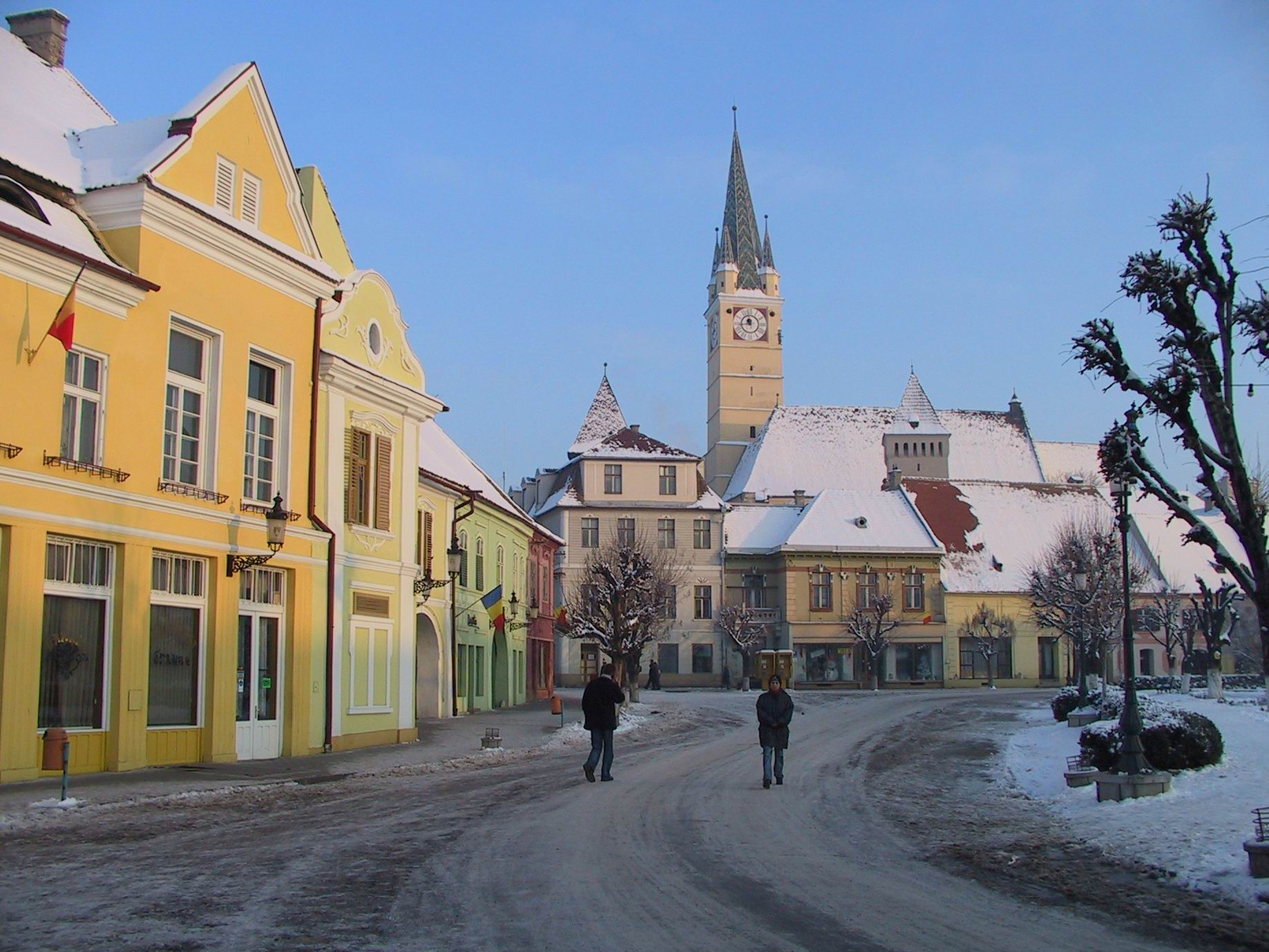
Медіаш взимку

## Населення
За даними перепису населення 2002 року у місті проживали 55 153 особи.
Національний склад населення міста:
| Національність            | Кількість осіб | Відсоток |
| ------------------------- | -------------- | -------- |
| румуни                    | 45417          | 82,3%    |
| угорці                    | 6530           | 11,8%    |
| цигани                    | 1959           | 3,6%     |
| німці                     | 1137           | 2,1%     |
| поляки                    | 17             | < 0,1%   |
| євреї                     | 15             | < 0,1%   |
| росіяни-липовани          | 14             | < 0,1%   |
| греки                     | 13             | < 0,1%   |
| українці                  | 12             | < 0,1%   |
| італійці                  | 10             | < 0,1%   |
| турки                     | 4              | < 0,1%   |
| серби                     | 3              | < 0,1%   |
| чехи                      | 3              | < 0,1%   |
| болгари                   | 2              | < 0,1%   |
| татари                    | 1              | < 0,1%   |
| словаки                   | 1              | < 0,1%   |
| китайці                   | 1              | < 0,1%   |
| вірмени                   | 1              | < 0,1%   |
| не вказали національність | 1              | < 0,1%   |

Рідною мовою назвали:
| Мова             | Кількість осіб | Відсоток |
| ---------------- | -------------- | -------- |
| румунська        | 48008          | 87,0%    |
| угорська         | 6012           | 10,9%    |
| німецька         | 949            | 1,7%     |
| циганська        | 126            | 0,2%     |
| російська        | 19             | < 0,1%   |
| грецька          | 9              | < 0,1%   |
| українська       | 7              | < 0,1%   |
| турецька         | 5              | < 0,1%   |
| італійська       | 4              | < 0,1%   |
| польська         | 3              | < 0,1%   |
| єврейська (їдиш) | 2              | < 0,1%   |
| татарська        | 1              | < 0,1%   |
| сербська         | 1              | < 0,1%   |

Склад населення міста за віросповіданням:
| Релігія                                       | Кількість осіб | Відсоток |
| --------------------------------------------- | -------------- | -------- |
| православні                                   | 42242          | 76,6%    |
| реформати                                     | 3484           | 6,3%     |
| греко-католики                                | 2498           | 4,5%     |
| римо-католики                                 | 2213           | 4,0%     |
| п'ятдесятники                                 | 936            | 1,7%     |
| баптисти                                      | 703            | 1,3%     |
| унітарії                                      | 644            | 1,2%     |
| лютерани (Синодально-пресвітеріанська церква) | 528            | 1,0%     |
| бретрени                                      | 491            | 0,9%     |
| лютерани (Аугсбурзького сповідання)           | 358            | 0,6%     |
| адвентисти                                    | 319            | 0,6%     |
| лютерани                                      | 120            | 0,2%     |
| не релігійні                                  | 85             | 0,2%     |
| атеїсти                                       | 28             | 0,1%     |
| юдеї                                          | 9              | < 0,1%   |
| старообрядці                                  | 7              | < 0,1%   |
| мусульмани                                    | 6              | < 0,1%   |
| не вказали релігію                            | 31             | 0,1%     |

## Зовнішні посилання
- Дані про місто Медіаш на сайті Ghidul Primăriilor [Архівовано 20 вересня 2012 у Wayback Machine.]